# Dasysphaeria andicola
Dasysphaeria andicola — вид грибів, що належить до монотипового роду  Dasysphaeria.